# Психология влияния
«Психология влияния. Убеждай, воздействуй, защищайся» — научно-популярная книга американского психолога Роберта Чалдини. Он получил известность не только благодаря своей книге «Психология влияния» (1984), но и научным работам «Дверь в лицо» (1975) о так называемой манипулятивной технике. Изучал межличностные отношения, психологию влияния и уступчивости. Выяснил действие механизмов просьб и требований, которые он назвал «орудиями влияния». Для наблюдения за реальными ситуациями Чалдини три года «под прикрытием» проходил обучение в различных центрах. Он обнаружил, что влияние основано на шести ключевых принципах: взаимность, приверженность и последовательность, социальное доказательство, авторитет, симпатия, дефицит. В 2016 году он предложил седьмой принцип — единство. В своей книге Чалдини описывает, как распознать основные манипуляции с нашим сознанием и какие способы защиты от них существуют.
Книга «Психология влияния» переведена на 30 языков.

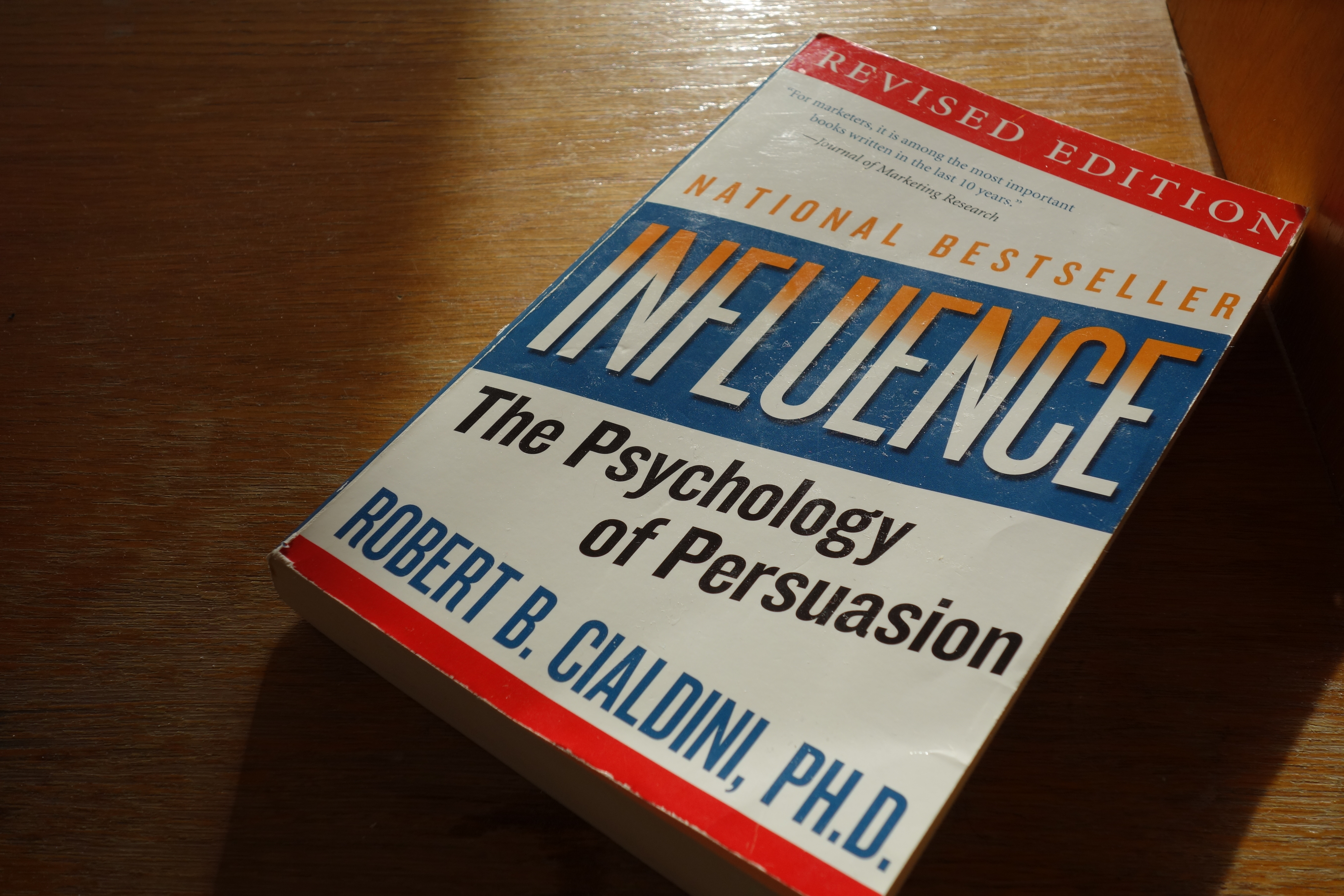
Психология влияния. Роберт Чалдини

## Основное содержание
Книга Роберта Чалдини состоит из восьми глав. Автор рассматривает различные случаи из собственной практики, из жизни своих знакомых и общеизвестные факты, а также знакомит с результатами некоторых экспериментов. Он предупреждает, что существуют люди, которые стремятся овладеть механизмами влияния на других, чтобы добиваться своих целей с помощью психологических манипуляций.
В первой главе на примере бойскаута и посетителя кинотеатра Чалдини показывает различные механизмы взаимного влияния людей, их причины и следствия.
Принцип «щёлк» (ключевая фраза) может быть продемонстрирован экспериментом (например, просьба пропустить без очереди, потому что опаздываю…, в другой ситуации люди даже не обращают внимания на объяснение после «потому что»). Очень часто подобными методами некоторые люди пользуются в недостойных целях, предупреждает Чалдини.
Автоматическое мышление — побеждает осознанные реакции, чем и пользуются манипуляторы. Чалдини называет в этой главе 6 принципов влияния или «орудий», при помощи которых людей можно побудить принять то или иное решение:
Взаимность; Обязательность и последовательность; Социальное доказательство; Власть и авторитет; Симпатия; Дефицит.
Во второй главе своей книги Чалдини рассказывает о правиле «взаимного обмена» — мы чувствуем обязанность отвечать другим людям тем же, что они дали нам. Оно позволило нашим предкам совместно использовать ресурсы на основе взаимовыручки.
Оказание любезности, использование тактики «отказ-затем-отступление»- принципа контраста могут оказаться способом манипулирования нашим сознанием (примеры с продавцом лотерейных билетов, действиями кришнаитов).
Желание казаться последовательным, «сдержать слово» иногда может даже угрожать нашей безопасности, пишет Чалдини в третье главе. Например, когда на пляже участвовавший в эксперименте владелец полотенца сначала просил людей присмотреть за его вещами, 95 % из них пускались в погоню за вором.
В четвёртой главе книги раскрывается ещё один принцип «влияния»- принцип социального доказательства. Люди часто подражают другим, именно поэтому во время телевизионных шоу звучит заранее записанный закадровый смех, а сборщики денег устанавливают ящики с несколькими банкнотами на дне и т. д.
Чалдини объясняет, оказавшись в чрезвычайной ситуации посреди толпы, необходимо обратиться за помощью к конкретному человеку, а не к толпе. В таком случае он не будет действовать как все, не останется безучастным, а придёт на помощь.
Склонность подражать другим в наших предпочтениях используется, например, маркетологами, которые опрашивают «обычных людей на улице», рекламодателями.
Пятая глава книги напоминает нам о том, что мы чаще поддаемся влиянию человека, который нам нравится. Профессионалы уступчивости знают, какие причины заставляют нас полюбить человека:
— Физическая привлекательность (Красивый человек кажется добрым и т. д.)
— Лесть. Продавцы часто хвалят нас и обозначают некую связь с нами
— Взаимодействие для какой-либо общей цели (Допрос «плохим», потом «хорошим» полицейским для раскрытия дела)
-Привлекательность вещей, которые мы ассоциируем с людьми.
Люди легко повинуются власти и её символам и об этом хорошо знают разного рода мошенники, предупреждает Чалдини в шестой главе. Поэтому они при необходимости надевают мундиры, костюмы, рясу священника, об этом мы всегда должны помнить.
"Возможности выглядят более ценными, если их доступность ограничена, хорошо известно рекламодателям, лицам, работающим в области маркетинга, и они пускают в ход различные уловки, создавая искусственный ажиотаж вокруг каких-то товаров или услуг, " — говорится в седьмой главе.
В последней, восьмой главе книги, ученый напоминает: мы склонны к упрощенному мышлению, принятию простых решений, особенно, когда торопимся, оказываемся в опасной ситуации, утомлены или расстроены. Чтобы не попасть в сети хитроумных манипуляторов, советует Чалдини, нужно выработать привычку задавать себе вопросы: что это за человек, зачем он пытается установить контакт и нужно ли мне то, что он предлагает.
Чалдини высказывает опасение, что в условиях повышения уровня умственных нагрузок, вероятно, в дальнейшем люди все чаще будут принимать решения автоматически, не задумываясь:
«Профессионалы уступчивости», которые при выдвижении своих требований используют те или иные орудия влияния, скорее всего, будут все чаще добиваться успеха. Современные орудия влияния отнюдь не всегда применяются с целью эксплуатации. Они становятся опасными только тогда, когда их искусственно фабрикуют «профессионалы уступчивости»
 (Р.Чалдини).
И мы все чаще будем сталкиваться с попытками «профессионалов уступчивости» обмануть нас, предупреждает Чалдини. Необходимо быть бдительными.

## Об авторе
Роберт Чалдиини (англ. Robert Cialdini) родился в 1945 году в США. Получил степень бакалавра наук в Висконсинском университете в Милуоки (1967). В 1970 году получил степень доктора философии. В 1970 году окончил аспирантуру по социальной психологии в Колумбийском университете. Был приглашенным научным сотрудником в Государственном университете Огайо, Калифорнийском университете, Школе коммуникаций Анненберга и Высшей школе бизнеса Стэнфордского университета. В настоящее время- почетный профессор по психологии и маркетингу в Университете штата Аризона.
Изучал межличностные отношения, «психологию уступчивости», рассматривая интересные случаи из собственной практики, подкрепленные научными исследованиями. Выяснил действие механизмов просьб и требований, способы манипуляции и иные «орудия влияния» на людей.
Результаты его исследований публикуются в различных академических и деловых журналах.
Консультирует предпринимателей, членов правительства, политиков. В 2003 году Чалдини получил премию Дональда Кэмпбелла за выдающиеся успехи. В 2009 году принял решение прекратить научную деятельность.

## Отзывы
Писатель Андрей Минин :
 «Всего в книге 8 глав и прочитав её вы познакомитесь, если не со всеми, то основными методами, которые применяют манипуляторы и узнаете как им противостоять. Безусловно эта книга будет полезна маркетологам, особенно тем, кто ориентирован на увеличение продаж. Стоит только не забывать о профессиональной этике в маркетинге и не скатываться до обмана, пытаясь манипулировать покупателями.»
Антонина Коробейникова, преподаватель Русской Школы Управления, бизнес-тренер и консультант в области маркетинговых коммуникаций:

«Всем специалистам, работающим в области маркетинга, необходимо понимать, как устроена психология представителей целевой аудитории, ведь нам постоянно необходимо оказывать на них влияние, вербальное и невербальное. Роберт Чалдини учит не обращаться к толпе, а рекомендует работать с конкретными людьми»
.
Анатолий Леонидович Свенцицкий, доктор психологических наук, профессор СПбГУ:
«С полным основанием можно сказать, что в этой книге найдут для себя много интересного и поучительного все те, кому
приходится постоянно общаться по роду своей деятельности с широким кругом самых разных людей»
.